# امپراتور تایشو
امپراتور تایشو (به ژاپنی: 大正天皇) (زاده: ۳۱ اوت ۱۸۷۹ – درگذشت: ۲۵ دسامبر ۱۹۲۶) صد و بیست و سومین امپراتور ژاپن با توجه به نظم سنتی جانشینی تا زمان مرگش بود.
نام شخصی امپراتور یوشیهیتو بود. بر طبق سنت ژاپنی، در زمان سلطنت امپراتور نامیده می‌شود ولی پس از مرگش توسط یک نام پسامرگ، با توجه به یک رسم با نام عصر سلطنتش شناخته می‌شود. در طول حکومت دوره تایشو، او به عنوان امپراتور تایشو شناخته شده است.

## زندگی شخصی
شاهزاده یوشیهیتو در کاخ آیاما در توکیو از امپراتور میجی و یاناگیوارا ناروکو، با عنوان رسمی «گون نو تنجی» متولد شد. به عنوان روش مرسوم در آن زمان، همسر اصلی امپراتور میجی، امپراتریس شوکن، رسماً به عنوان مادر او در نظر گرفته شد. او نام شخصی «یوشیهیتو شیننو» و عنوان «هارو نو میا» را از امپراتور در ۶ سپتامبر سال ۱۸۷۹ دریافت کرد. دو برادر بزرگتر او در نوزادی مرده بودند، و او نیز شدیداً بیمار متولد شد.
شاهزاده یوشیهیتو در سه هفته اول بعد از تولدش مننژیت مغزی داشت به همین خاطر او در این زمان از سلامت جسمانی خوبی برخوردار نبود. (همچنین شایعه شده است که او از مسمومیت با سرب رنج می‌برد، ظاهراً این از آرایش مرطوب تیم ندیمه‌های او ناشی شده بود)
همان‌طور که در آن زمان مرسوم بود، شاهزاده یوشیهیتو تحت مراقبت پدربزرگش ناکایاما تادایاسو قرار گرفت، که از دوران کودکی تا هفت سالگی در خانه او زندگی کرد. شاهزاده ناکایاما همچنین پدر تایشو، امپراتور میجی را در کودکی بزرگ کرده بود.
از مارس سال ۱۸۸۵، شاهزاده یوشیهیتو به قصر آیاما نقل مکان کرد، جایی که صبح‌ها به او آموزش خواندن، نوشتن، حساب و اخلاق و بعد از ظهرها تمرین ورزش داده می‌شد، اما پیشرفتش به علت تب‌های مکرر و سلامت ضعیف شاهزاده کند بود. از سال ۱۸۸۶، او همراه با ۱۵–۲۰ همکلاسی‌های انتخاب شده اش از سطح اوکه و رتبه بالاتر کازوکو به عنوان مقام سناتوری در یک مدرسه خاص به نام گوگاکومونشو درون کاخ آیاما آموزش داده شد.
شاهزاده یوشیهیتو در ۳۱ اوت سال ۱۸۸۷ رسماً به عنوان ولیعهد انتخاب شد. در زمان ولیعهدی، او اغلب به سادگی به عنوان توگو شناخته می‌شد (در رسم قدیمی شرق آسیا این کلمه به معنی ولیعهد استفاده می‌شود).
در سپتامبر سال ۱۸۸۷ شاهزاده وارد بخش ابتدایی از گاکوشوئین شد، اما به دلیل مشکلات جسمانی اغلب قادر به ادامه تحصیل او نبود. او بسیاری از جوانی خود را در کنار دریا در ویلاهای سلطنتی در هایاما و نومازو به دلایل درمانی به سر برد. با این حال شاهزاده مهارتش در بعضی از حوزه‌ها، مانند اسب سواری را نشان داد.
او در نهایت از گاکوشوئین قبل از اتمام دوره مدرسه در سال ۱۸۹۴ خارج شد. با این حال، او نشان داد استعداد خوبی در یادگیری زبانهای خارجی دارد و به همین جهت برای ادامه در آن حوزه و دریافت آموزش‌های گسترده‌ای در زبان‌های فرانسه، چینی، و تاریخ از معلمان خصوصی به کاخ آکاساکا رفت. پس از آن امپراتور میجی مسئولیت مراقبت از شاهزاده یوشیهیتو را به شاهزاده تاکهیتو داد و از این رو این دو شاهزاده با هم دوست شدند.
از سال ۱۸۹۸، تا حد زیادی به دلیل اصرار ایتو هیروبومی، شاهزاده شروع به شرکت در جلسات مجلس ژاپن به عنوان راهی برای یادگیری نگرانی‌های سیاسی و نظامی کشور کرد. در همان سال، او اولین پذیرش رسمی خود را از دیپلمات‌های خارجی انجام داد. شیفتگی او به فرهنگ غرب و تمایل به استفاده از کلمات فرانسوی در صحبت‌هایش باعث آزردگی خاطر امپراتور میجی شد.
در اکتبر سال ۱۸۹۸، شاهزاده از کاخ سلطنتی نومازو به کوبه، هیروشیما و اتاجیما سفر کرد و همچنین بازدیدهایی از مراکز نیروی دریایی سلطنتی ژاپن داشت. او همچنین برای بازدید از ادارات دولتی، مدارس و کارخانه‌ها (مانند آهن و فولاد یاواتا در فوکوئوکا و کارخانه کشتی‌سازی میتسوبیشی در ناگاساکی) سفر دیگری در سال ۱۸۹۹ به کیوشو انجام داد.

## ازدواج
در ۱۰ ماه مه سال ۱۹۰۰، ولیعهد یوشیهیتو با کوجو ساداکوی پانزده ساله (در آینده ملکه تیمی)، دختر شاهزاده کوجو میچیتاکا یوشیهیتو، سرشاخه پنج شاخه ارشد خاندان فوجی وارا، ازدواج کرد. همسر او به دقت توسط امپراتور میجی برای هوش، بیان، منش و کرامت خوبش انتخاب شده بود (برای تکمیل خصاایی که شاهزاده یوشیهیتو فاقد آن بود). قصر آکاساکا به سبک اسرافکارانه اروپایی از سال ۱۸۹۹ تا سال ۱۹۰۹ ساخته شد، تا به عنوان محل اقامت رسمی ولیعهد باشد. فرزندان شاهزاده و شاهزاده خانم عبارتند از:
۱- میچی نو میا هیروهیتو شیننو متولد ۲۹ آوریل ۱۹۰۱ که در آینده امپراتور شووا شد.
۲- آتسو نو میا یاسوهیتو شیننو متولد ۲۶ مه ۱۹۰۲ با نام شاهزاده چیچیبو.
۳- ترو نو میا نوبوهیتو شیننو متولد ۱ مارس ۱۹۰۵ با نام شاهزاده تاکاماتسو.
۴- سومی نو میا تاکاهیتو شیننو متولد ۲ دسامبر ۱۹۱۵ با نام شاهزاده میکاسا.
در سال ۱۹۰۲، شاهزاده برای مشاهده آداب و رسوم و جغرافیای ژاپن سفرهای خود را ادامه داد، در این زمان از مرکز هونشو، معبد بودایی جی زنکو ناگانو بازدید کرد. با افزایش تنش‌ها بین ژاپن و روسیه، شاهزاده در سال ۱۹۰۳ به درجه سرهنگی در ارتش امپراتوری ژاپنی و کاپیتانی در نیروی دریایی امپراتوری ژاپن ارتقاء یافت. وظایف نظامی او فقط تشریفاتی بود اما او برای بازرسی تأسیسات نظامی در واکایاما، اهیمه، کاگاوا و اوکایاما به این مکان‌ها سفر کرد.
در اکتبر سال ۱۹۰۷، ولیعهد همراه با دریاسالار توگو هیهاچیرو، ژنرال کاتسورا و شاهزاده آریسوگاوا به کره سفر کرد. این اولین بار بود که وارث تاج و تخت ژاپن را ترک کرده بود. در طی این مدت، او شروع به یادگیری زبان کره‌ای کرد، اگر چه او هرگز به مهارتی در آن دست نیافت.

## امپراتوری

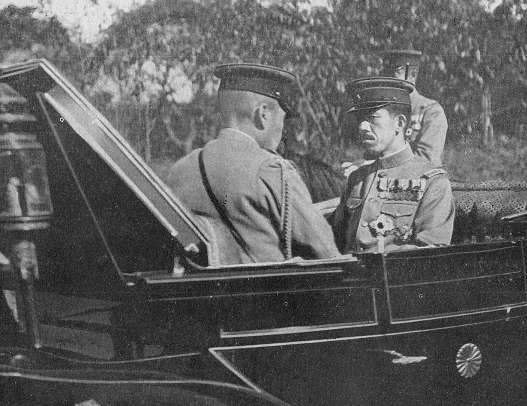
امپراتور تایشو در سال ۱۹۱۲

در ۳۰ ژوئیه سال ۱۹۱۲، پس از مرگ پدرش، امپراتور میجی، شاهزاده یوشیهیتو بر تخت سلطنت نشت. تا جای ممکن امپراتور جدید از نظر عموم مردم دور نگاه داشته شد. او از مشکلات مختلف عصبی در طول زندگی خود رنج می‌برد. در اواخر سال ۱۹۱۰، این بیماری او را به‌طور فزاینده از انجام وظایف عمومی عاجز ساخت. در سال ۱۹۱۳ در افتتاح مجلس ژاپن، در یکی از موارد نادر که او در انظار عمومی دیده شد، او متن خود را که دور یک استوانه پیچیده بود به خوبی بیان کرد. هر چند به او مشکلات زیادی حتی معلولیت ذهنی نسبت داده می‌شد.
عدم وجود بیان و جاذبه امپراتور میجی در او و ناتوانی‌هایش باعث افزایش مخالفت‌ها، خیانت‌ها حوادث علیه حکومت شد. همان‌طور که وضعیت او رو به وخامت می‌رفت، علاقه او نیز در امور سیاسی روزمره کمتر و کمتر شد و دخالت مقامات در تصمیم‌گیریهای او افزایش یافت.
پس از سال ۱۹۱۸، او دیگر قادر به حضور در مانور ارتش و نیروی دریایی، مراسم فارغ‌التحصیلی از آکادمی‌های نظامی، انجام مراسم سالانه آیین شینتو یا حتی در مراسم افتتاح رسمی مجلس ژاپن نیز نبود.
پس از سال ۱۹۱۹ هیچ وظیفه رسمی در اختیار او قرار نداشت و شاهزاده هیروهیتو با نام سسشو (ولیعهد و پادشاه) در ۲۵ نوامبر سال ۱۹۲۱ به قدرت رسید.

## زلزله بزرگ کانتو ۱۹۲۳
زلزله بزرگ کانتو در سال ۱۹۲۳ هیچ تأثیری بر زندگی منزوی تایشو نگذاشت. از خوش شانسی او، یک هفته قبل از وقوع فاجعه با قطار به کاخ سلطنتی تابستانی خود در نیککو نقل مکان کرده بود، اما پسرش، ولیعهد، در کاخ سلطنتی یعنی در قلب حادثه باقی‌مانده بود. کبوترهای نامه بر امپراتور را از اطلاعات میزان ویرانی مطلع ساختند.

## اولین امپراتور توکیو
در اوایل ماه دسامبر سال ۱۹۲۶، اعلام شد که امپراتور ذات الریه دارد. تایشو در اثر حمله قلبی در ساعت ۱:۲۵ صبح ۲۵ دسامبر ۱۹۲۶ در کاخ سلطنتی هایاما، در خلیج ساگامی در جنوب توکیو درگذشت.
تایشو به نام اولین امپراتور توکیو شناخته شد چرا که او برای اولین بار با عنوان امپراتور تمامی عمر خود را در توکیو یا نزدیکی آن گذراند. پدر تایشو در کیوتو متولد شده بود و رشد یافته بود با این حال که بعداً در توکیو زندگی کرده و درگذشته بود. آرامگاه میجی در حومه کیوتو، در نزدیکی مقبره اجداد سلطنتی خود قرار دارد اما قبر تایشو در مقبره امپراتوری موساشی در توکیو است. پسر او، امپراتور شوا نیز، در کنار او به خاک سپرده شده است.